# Leptocerina pauliani
Leptocerina pauliani är en nattsländeart som först beskrevs av Ross 1957.  Leptocerina pauliani ingår i släktet Leptocerina och familjen långhornssländor. Inga underarter finns listade i Catalogue of Life.